# Morillo de Galligo
Morillo de Galligo o Moriello de Galligo (en castellà Murillo de Gállego, oficialment Murillo de Gállego/Morillo de Galligo) és un municipi d'Aragó situat a la província de Saragossa i enquadrat a la comarca de la Foia d'Osca.